# James Whelan
James Whelan (Melbourne, 11 luglio 1996) è un ex ciclista su strada australiano.
È stato professionista dal 2019 al 2024.

## Palmarès
- 2018 (Drapac EF)

Giro delle Fiandre Under-23
Campionati oceaniani, Prova in linea
- 2023 (Glassdrive-Q8-Anicolor, una vittoria)

15ª tappa Volta a Portugal (Paredes > Mondim de Basto)

## Piazzamenti

### Grandi Giri
- Giro d'Italia

2020: 105º

### Classiche monumento
- Giro di Lombardia

2021: non partito